# Butch Cassidy and the Sundance Kid
Butch Cassidy and the Sundance Kid (i Danmark tidligere distribueret under titlen Butch Cassidy and the Kid) er en amerikansk film fra 1969, instrueret af George Roy Hill og med Paul Newman og Robert Redford i titelrollerne. Filmen var nomineret til ni Oscars og vandt de seks, bl.a. for Burt Bacharach-sangen "Raindrops Keep Falling on My Head".

## Handlingen
De to mænd ernærer sig med skiftende held som røvere af banker og pengetransporter i USA's vestlige territorier. Myndighedernes jagt på dem bliver så intensiv, at de to forbrydere flygter til Bolivia, hvor de genoptager deres håndværk. Hurtigt mærker de, at selv i Bolivia accepteres forbrydelser ikke af myndighederne.
De to mænd er historiske personer omend filmens handling kun sporadisk bygger på virkelige hændelser.

## Trivia
Sundance Film Festival, grundlagt af Robert Redford, henter sit navn fra filmen, der blev hans gennembrud som filmskuespiller.